# پترا فروم
پترا فروم (انگلیسی: Petra Fromme) دانشمند آلمانی-آمریکایی در زمینه شیمی است.